# عملية حق الشهيد
عملية حق الشهيد هي عملية عسكرية وأمنية قامت بها القوات المسلحة المصرية في سيناء ضد الإرهاب لملاحقة العناصر الإرهابية والتكفيرية في صورة هجمات متتالية على الأوكار الارهابية في كلاً من مدينة رفح ومدينة الشيخ زويد ومدينة العريش، حيث أصدرت القوات المسلحة المصرية بيانا قالت فيه إنها بدأت فجر أمس الإثنين 8 سبتمبر 2015 عملية عسكرية شاملة باسم «حق الشهيد» في مناطق رفح والشيخ زويد والعريش بشمال سيناء، وانتهت المرحلة الرئيسية منها في 22 سبتمبر 2015

## المرحلة الأولى
أصدرت القيادة العامة للقوات المسلحة، مساء الثلاثاء الموافق 22-09-2015، بيانا قالت فيه إنه تم تحقيق الأهداف الرئيسية من المرحلة الأولى من العملية «حق الشهيد» بسيناء وتؤكد القوات المسلحة على استمرارها في تنفيذ المرحلة الثانية تمهيدا لبدء عمليات التنمية الشاملة بسيناء.

### بيان القوات المسلحة في المرحلة الأولى
شعب مصر العظيم: خاضت قواتكم المسلحة على مدار ستة عشر يوماً بالتعاون مع الشرطة المدنية عملية أمنية / عسكرية شاملة لاقتلاع جذور الإرهاب والتطرف من بقعة غالية من أرض سيناء الطاهرة بمدن (رفح – الشيخ زويد – العريش)، انتهت المرحلة الرئيسية منها اليوم 22/9/2015 بعد تحقيق الأهداف الرئيسية الآتية:
1- تدمير المراكز والبؤر التي تتحصن بها وتنطلق منها العناصر الإرهابية والإجرامية لنشر الدمار والفساد في الأرض وترويع المواطنين بمنطقة شمال سيناء تحت ستار الدين.
2- القضاء على شبكة واسعة من الملاجئ ومخازن الأسلحة والذخائر والمتفجرات التي تستخدمها العناصر الإرهابية في تنفيذ عملياتها ضد عناصر القوات المسلحة والشرطة المدنية بالإضافة إلى أهالينا في شمال ووسط سيناء.
3- إحكام السيطرة على كافة الطرق والمحاور الرئيسية والفرعية بمدن (رفح – الشيخ زويد – العريش) والقرى المحيطة بها.
4- تدمير معظم عربات الدفع الرباعي المسلحة والدرجات البخارية التي تستخدمها العناصر الإرهابية في عملياتها الإجرامية.
5- التخلص من كميات كبيرة من المواد الناسفة ووسائل القتل والتدمير والاتصالات، بالإضافة إلى تدمير الأنفاق والملاجئ التي تستخدمها تلك العناصر في تنفيذ عملياتها الأجرامية.
- التزمت القوات المسلحة وعناصر الشرطة المدنية المكلفة بتنفيذ مهام الخطة بأقصى درجات الحيطة والحذر للحفاظ على الأرواح والممتلكات العامة والخاصة لأهالينا من شعب سيناء البطل.. إلى جانب تطبيق كافة المعايير الأخلاقية والإنسانية لتجنب تعريض المدنيين لأضرار قد تنجم عن الحملات الأمنية ضد بؤر الإرهاب والتطرف.
- وقد عكست هذه العملية مدى التلاحم بين أفراد القوات المسلحة والشرطة المدنية مع أهالي سيناء الشرفاء والترحيب غير المسبوق للتعاون المشترك للسيطرة على الأوضاع الأمنية وتمكينهم من استعادة حقهم في الحصول على الأمن والإستقرار، حتي يمكن تنفيذ خطط كافة اجهزة الدولة وتوفير الرعاية الصحية والغذائية والخدمات الأخرى بما في ذلك حرية الانتقال والاتصالات بالإضافة إلى خدمات الكهرباء والمياه.
- وفي ضوء ما سبق وبعد الوصول إلى تحقيق الأهداف الرئيسية للمرحلة الاولي من العملية (حق الشهيد) تؤكد القوات المسلحة على استمرارها في تنفيذ المرحلة الثانية بهدف تهيئة الظروف المناسبة لبدء أعمال التنمية بسيناء كالآتي:
1- مواصلة التعاون مع الشرطة المدنية لإحكام وفرض السيطرة الأمنية الكاملة على مدن (رفح- الشيخ زويد- العريش)، والاستعداد العالى للتعامل الفوري والحاسم مع أي مصدر للتهديد أو عدائيات تمس أمن وسلامة المواطن السيناوي.
2- التأمين الشامل لكافة المرافق والأهداف الحيوية بمدن (رفح- الشيخ زويد- العريش) والطرق الرئيسية والفرعيه المؤدية إليها.
3- تقديم كافة اوجه الرعاية الصحية والغذائية والاجتماعية لأهالينا من شعب سيناء.
شعب مصر العظيم:
1- تقدم قواتكم المسلحة كامل التقدير والتحية لشعب سيناء البطل لتعاونه غير المسبوق النابع من شرف الانتماء الوطني مع القوات المسلحة والشرطة المدنية في تحقيق معظم أهداف العملية وتحمله للأعباء التي فرضتها ظروف العمليات الأمنية.
2- تحية تقدير لشهداء مصر الأبرار الذين قدموا دمائهم وأرواحهم فداء الوطن داعين الله أن يكون مثواهم الجنة وأن يمنح ذويهم الصبر والسكينة والفخر والعزة لأغلى شهادة ينالها المؤمن للدفاع عن شعبه ووطنه الغالى ضد قوى الظلام والشر والتطرف.
- تنتهز قواتكم المسلحة هذه المناسبة لتهنئ شعب مصر العظيم بعيد الأضحى المبارك أعاده الله عليكم وعلى الأمة الإسلامية بالسلام والخير والبركات.
عاشت مصر حرة آمنه مستقرة،،، ،».

## اهداف العملية
- القضاء على البؤر الارهابية في شبه جزيرة سيناء بالكامل[17]
- إحكام وفرض السيطرة الأمنية الكاملة على مدن؛ رفح، والشيخ زويد، والعريش

## نتائج العملية
- تدمير المراكز الرئيسية التي تنطلق منها الجماعات الإرهابية، والتكفيرية تحت اسم الدين في سيناء
- القضاء على جزء كبير من مخازن الاسلحة والذخائر التي كانت تحت سيطرة الجماعات الإرهابية
- السيطرة على جميع الطرق الرئيسية والفرعية التي تؤدى إلى مدن شمال سيناء[18]
- تدمير السيارات والدراجات النارية التي تستخدمها العناصر الارهابية